# Andrzej Rozwadowski (zm. 1684)
Andrzej Rozwadowski herbu Rogala (zm. w 1684 roku) – sędzia łukowski w latach 1683-1684, stolnik łukowski w latach 1676-1683.
Poseł na sejm koronacyjny 1676 roku z ziemi łukowskiej.